# Филип II (Катценелнбоген)
Вижте пояснителната страница за други личности с името Филип II.
Филип II фон Катценелнбоген „Млади“ (на немски: Philipp II von Katzenelnbogen, „der Jüngere“; * 1427, † 27 февруари 1453 в Дармщат) е граф от Катценелнбоген.
Той е най-възрастният син на граф Филип I фон Катценелнбоген „Стари“ (1402 – 1479) и първата му съпруга Анна фон Вюртемберг (1408 – 1471), дъщеря на граф Еберхард IV фон Вюртемберг. Брат е на Еберхард († 1456).
Филип II се жени през 1450 г. за графиня Отилия фон Насау-Диленбург (* 1437; † 1 януари 1493 във Вайблинген), дъщеря на граф Хайнрих II фон Насау-Диленбург († 1450) и първата му съпруга графиня Геновефа фон Вирнебург († 1437). Те имат една дъщеря:
- Отилия фон Катценелнбоген (* ок. 1451; † 15 август 1517), омъжена на 30 януари 1469 г. в Кобленц за маркграф Христоф I фон Баден (1453 – 1527)

Филип II умира преди баща си на 27 февруари 1453 г. в Дармщат и е погребан в манастир Ебербах. Вдовицата му се омъжва на 3 юни 1473 г. за граф Освалд I фон Тирщайн († 1488).